# Rohrmühle (Prebitz)
Rohrmühle (oberfränkisch: Rohrml) ist ein Gemeindeteil der Gemeinde Prebitz im Landkreis Bayreuth (Oberfranken, Bayern). Rohrmühle liegt in der Gemarkung Prebitz.

## Lage
Die Einöde liegt am Bieberswöhrbach, dem linken Oberlauf der Ölschnitz, und am Fischbach, der unmittelbar südlich als rechter Zufluss in den Bieberswöhrbach mündet. Ein Anliegerweg führt 200 Meter westlich zu einer Gemeindeverbindungsstraße, die nördlich nach Seidwitz zur Staatsstraße 2184 bzw. südlich zur Kreisstraße BT 19 verläuft.

## Geschichte
Der Ort wurde nach 1441 als „Rormüle“ erstmals urkundlich erwähnt. Das Bestimmungswort des Ortsnamens ist das Schilfrohr. In der Fraisch unterstand der Ort dem brandenburg-bayreuthischen Kasten- und Stadtvogteiamt Creußen. Von 1791/92 bis 1810 unterstand Rohrmühle dem preußische Justiz- und Kammeramt Pegnitz.
Mit dem Gemeindeedikt (frühes 19. Jahrhundert) wurde Rohrmühle dem Steuerdistrikt Losau und der Ruralgemeinde Prebitz zugewiesen.